# Folkestone
Folkestone je město v Kentu v Anglii nad Lamanšským průlivem nedaleko Doveru. Žije v něm přibližně 50 000 obyvatel.

## Historie
V roce 1629 obyvatelé města získali právo vybudovat vlastní přístav, když do té doby využívali přístav v Doveru. Na konci 18. století město prožívalo rozkvět doprovázený rozvojem doků a rybolovu. V polovině 19. století bylo hlavním námořním přístavem v jižní Anglii. Během obou světových válek bylo zničeno bombardováním. Od konce 2. světové války město upadá v důsledku rozvoje přístavu v nedalekém Doveru. Rovněž klesla jeho popularita jako výletního místa.